# アカシモモカ
アカシ モモカ（1981年9月1日 - ）は、日本の女性シンガーソングライター。本名、明石 百夏。大分県出身。大分県立大分豊府高等学校、東京女子大学文理学部哲学科卒業、大学院に進学し修了。
高校時代から活動を開始。2000年3月までCROSS FMで番組を持った。2007年からは活動拠点を地元の大分へ移している。

## ディスコグラフィー

### シングル
1. 作品集その一『昭和喫茶』  (1999, Robin discs)
2. 作品集その二『ドゥ ザ プロレタリアダンス』  (1999, Robin discs)
3. 作品集その三『旅の宿』  (2000, ヴィレッジ・レコード)

## アルバム
1. 『コスモポリタン・パレード』  (2009, ディウレコード)